# کرپولیین
کرپویین (به صربی: Krepoljin) یک منطقهٔ مسکونی در صربستان است که در ژاگوبیتسا واقع شده‌است. کرپویین ۱٬۶۹۶ نفر جمعیت دارد.